# Delma australis
Espèce
Delma australis est une espèce de geckos de la famille des Pygopodidae.

## Répartition
Cette espèce est endémique d'Australie. Elle se rencontre dans le nord-ouest du Victoria, dans le sud-ouest de la Nouvelle-Galles du Sud, en Australie-Méridionale, dans le sud de l'Australie-Occidentale et dans le sud du Territoire du Nord.

## Publication originale
- Kluge, 1974 : A taxonomic revision of the lizard family Pygopodidae. Miscellaneous Publications, Museum of Zoology, University of Michigan, no 147, p. 1-221 (texte intégral).